# جون فرنسيسكو ريتشاردز الثاني
جون فرنسيسكو ريتشاردز الثاني (بالإنجليزية: John Francisco Richards II)‏ هو عسكري أمريكي، ولد في 31 يوليو 1896 في كانساس سيتي في الولايات المتحدة، وتوفي في 26 سبتمبر 1918.